# Зоринское сельское поселение
Зоринское сельское поселение — упразднённое муниципальное образование в составе муниципального образования «Гвардейский район» Калининградской области. Административный центр поселения — посёлок Талпаки.

## География
В сельском поселении добывают нефть, имеются песчаные карьеры.
Через поселение проходит федеральная автомобильная трасса Калининград-Вильнюс-Москва.

## Население
| 2002 | 2010  | 2012  | 2013  | 2014  |
| ---- | ----- | ----- | ----- | ----- |
| 1528 | ↗2844 | ↗2853 | ↘2839 | ↘2814 |

## История
Зоринское сельское поселение образовано 24 февраля 2005 года в соответствии с законом Калининградской области № 502. В его состав вошли территории бывших Зоринского и Куйбышевского сельских округов.
Законом Калининградской области от 10 июня 2014 года № 319 Гвардейское городское поселение, Знаменское сельское поселение, Зоринское сельское поселение, Озерковское сельское поселение и Славинское сельское поселение преобразованы путём их объединения во вновь образованное муниципальное образование, наделённое статусом городского округа, с наименованием «Гвардейский городской округ».

## Состав сельского поселения
В состав сельского поселения входило 16 населённых пунктов:
- Большие Горки (посёлок) — 144[3]
- Дальнее (посёлок) — 130[3]
- Детское (посёлок) — 33[3]
- Дивное (посёлок) — 38[3]
- Ершово (посёлок) — 69[3]
- Зорино (посёлок, административный центр) — 416[3]
- Истровка (посёлок) — 485[3]
- Красный Яр (посёлок) — 281[3]
- Куйбышевское (посёлок) — 223[3]
- Ливны (посёлок) — 42[3]
- Лунино (посёлок) — 146[3]
- Ольховка (посёлок) — 247[3]
- Прудное (посёлок) — 54[3]
- Ратное (посёлок) — 60[3]
- Солдатово (посёлок) — 102[3]
- Талпаки (посёлок) — 374[3]

## Социальная сфера
Имеется основная общеобразовательная школа в посёлке Зорино и основная
общеобразовательная школа в посёлке Красный Яр, детский сад в посёлке Истровка, два Дома культуры.

## Достопримечательности
Объекты культурного наследия регионального значения:
- Дворец (Усадебный дом) конца XIX века в посёлке Красный Яр
- Руины замка Таплакен XIV века в посёлке Талпаки.
- Руины кирхи 1368 года в посёлке Куйбышевское

Местного значения:
- Братская могила советских воинов, погибших в январе 1945 года в Зорино
- Братская могила советских воинов, погибших в январе 1945 года в посёлке Большие Горки
- Руины кирхи 1909 года в поселке Дальнее
- Памятник погибшим в годы Первой мировой войны в посёлке Куйбышевское

Иные достопримечательности:
- Памятный камень 1812 года в посёлке Куйбышевское
- Дом молитвы евангельских христиан-баптистов в Зорино